# Leuwigede
Leuwigede is een bestuurslaag in het regentschap Indramayu van de provincie West-Java, Indonesië. Leuwigede telt 3598 inwoners (volkstelling 2010).